# Филип Хеландер
Филип Виктор Хеландер (швед. Filip Viktor Helander, 22. април 1993) шведски је фудбалер који игра на позицији центархалфа. Наступа за репрезентацију Шведске.

## Клупска каријера
Хеландер је дебитовао са Малмеом у Алсвенскану у мечу против Сиријанска 17. октобра 2011. године. Следеће сезоне, Хеландер је био стартер и првобитно је играо у пару са Понтусом Јансоном у централном делу одбране. Дана 17. јула 2012. потписао је свој први професионални уговор са Малмеом до краја сезоне 2015. Хеландер је играо укупно 12 утакмица за Малме током сезоне 2012. године.
Освајање титуле 2013, показало се као сезона његовог пробоја у каријери. Био је повређен у раној фази сезоне и заменио га је на почетку Ерик Јохансон, али се касније вратио у тим у другој половини сезоне. Следеће сезоне 2014, Хеландер је редовно играо током целе сезоне, у којој је клуб одбранио титулу у лиги и квалификовао се за групну фазу Лиге шампиона 2014/15.
Дана 22. јула 2015. Хеландер је потписао за Хелас Верону, тим из италијанске Серије А. Дебитовао је 23. септембра у лиги против Интера у поразу од 1:0 на Сан Сиру. У следећем мечу против Лација код куће, он је поново био стартер и постигао је свој први гол у Серији А у 33. минуту утакмице, где је Лацио победио 2:1. Завршио је своју прву и једину сезону у Верони са 24 наступа у Серији А, постигавши два гола. Након завршетка сезоне, Хеландер је напустио клуб.
Дана 31. августа 2016. године, Хеландер је постао играч Болоње.

## Репрезентација
За шведску фудбалску репрезентацију дебитовао је 2017. године. У мају 2018. године, био је уврштен у састав Шведске на Светском првенству у Русији 2018. године.